# Isabel de Navarre
Isabel de Navarre (* 25. Juni 1956 in Bad Tölz) ist eine ehemalige deutsche Eiskunstläuferin, die im Einzellauf startete.

## Leben
De Navarre begann mit drei Jahren mit dem Eiskunstlaufen in Bad Tölz. Sie eiferte damit ihrer acht Jahre älteren Schwester Yvonne nach, die 1969 den siebten Platz der Deutschen Meisterschaften belegte. Ihr Entschluss zum Eiskunstlauf stand fest, als sie Jahre später in Bad Tölz Eiskunstläufer wie Mona Szabo und Peter Szabo (Schweiz), Günter Anderl (Österreich), Manfred Schnelldorfer und Gudrun Hauss und Walter Häfner (alle Deutschland) beim Sommertraining beobachten konnte. De Navarres Trainerin beim ECT – Eisclub Tölz war die Wienerin Trude Bacherer.
1970/71 wechselte de Navarre auf Anraten ihrer Trainerin zum damaligen Bundestrainer Erich Zeller nach Garmisch-Partenkirchen, der sie auch bis zum Ende ihrer Laufbahn betreute. Seit 1972 startete sie dann auch für den SCR – Sportklub Riessersee. Sie wurde 1975 Deutsche Meisterin bei den Damen und belegte 1976 den fünften Platz der Olympischen Winterspiele. Sie war zu ihrer Zeit die weltbeste Pflichtläuferin und gewann auch die Pflicht bei den Olympischen Winterspielen 1976.
De Navarre ist Technische Spezialistin der Internationalen Eislaufunion und Diplom-Eislauftrainerin.

## Ergebnisse
| Wettbewerb / Jahr        | 1972 | 1973 | 1974 | 1975 | 1976 |
| ------------------------ | ---- | ---- | ---- | ---- | ---- |
| Olympische Winterspiele  | 14.  |      |      |      | 5.   |
| Weltmeisterschaften      |      |      |      | 6.   | 6.   |
| Europameisterschaften    | 11.  |      | 8.   | 5.   | 4.   |
| Deutsche Meisterschaften | 2.   | 2.   | 2.   | 1.   | 2.   |